# Manche à air (route française)
Pour les articles homonymes, voir Manche à air (homonymie).

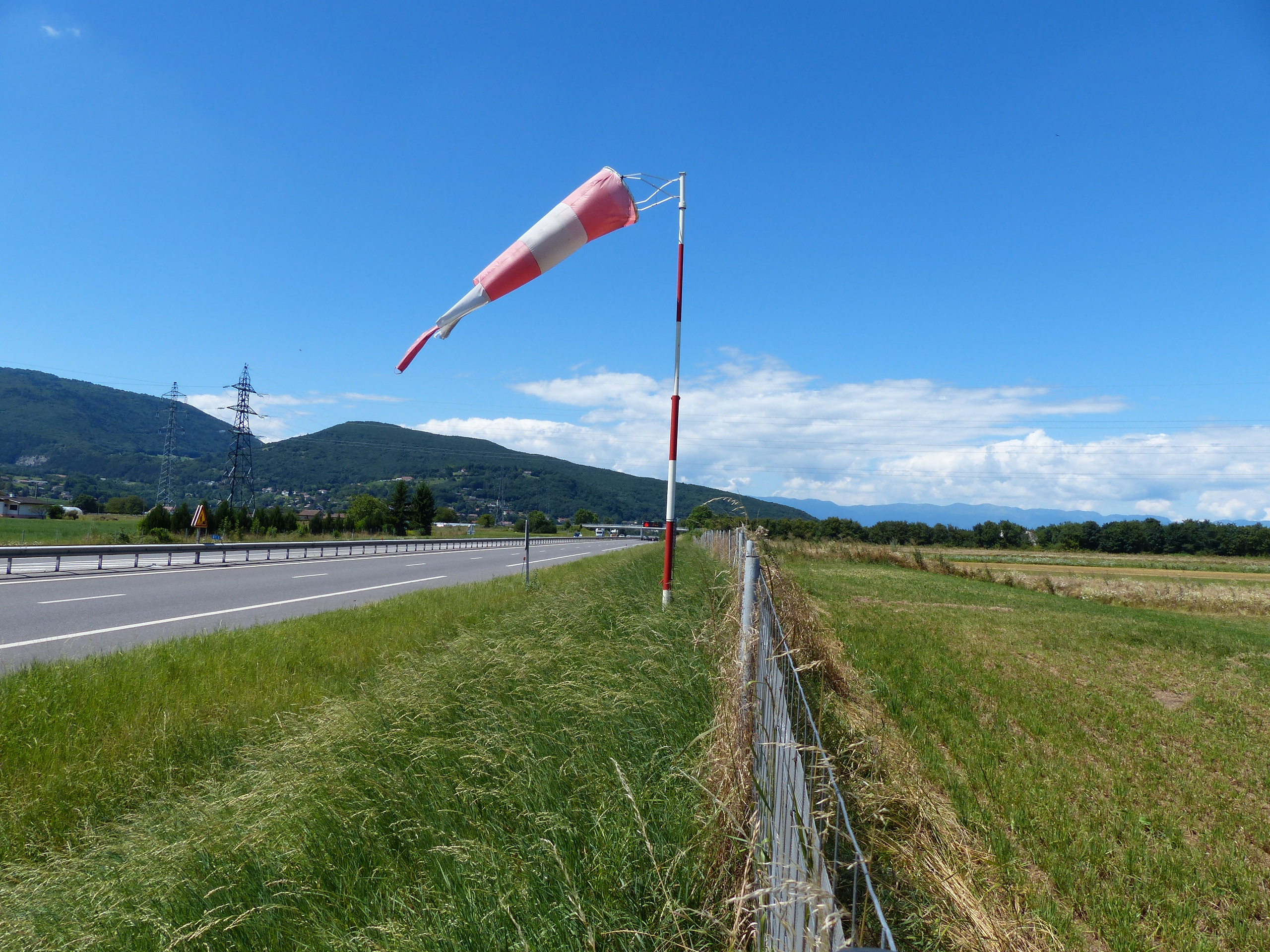
Manche à air au bord de l'A40

Une manche à air, outre son utilisation sur les aérodromes ou aéroports, est aussi une balise routière, codée J7 en France, qui a pour objet de mettre en évidence la force et la direction d'un vent susceptible de surprendre l'usager d'une route.

## Descriptif[1]
La balise J7 se compose d'un tronc de cône en étoffe ou en produit souple, portant des bandes perpendiculaires à son axe, alternativement blanches et rouges.
Ses dimensions sont déterminées par la distance à partir de laquelle elle est vue. On admet que si D est cette distance, la longueur de la balise est D/200, son grand diamètre D/600 et son petit diamètre D/1000.
La balise est fixée au sommet d'un mât. Elle pend le long du mât en cas d'absence de vent. Elle se redresse quand le vent est notable et quelle que soit sa direction.
Elle peut être éclairée la nuit. La balise J7 peut être implantée seule, ou en complément du panneau A24.

Manche à air
Panneau A24 de signalisation de vent latéral